# Condado de Dawson (Nebraska)
El condado de Dawson (en inglés: Dawson County), fundado en 1871, es un condado del estado estadounidense de Nebraska. En el año 2000 tenía una población de 24.365 habitantes con una densidad de población de 9 personas por km². La sede del condado es Lexington.

## Geografía
Según la oficina del censo el condado tiene una superficie total de 2640 km² (1019,3 mi²), de los que 2623 km² (1012,7 mi²) son tierra y 16 km² (6,2 mi²) (0,62%) son agua.

## Condados adyacentes
- Condado de Buffalo - este
- Condado de Phelps - sureste
- Condado de Gosper - sur
- Condado de Frontier - suroeste
- Condado de Lincoln - oeste
- Condado de Custer - norte

## Demografía
Según el censo del 2000 la renta per cápita media de los habitantes del condado era de 36.132 dólares y el ingreso medio de una familia era de 42.224 dólares. En el año 2000 los hombres tenían unos ingresos anuales 26.865 dólares frente a los 20.569 dólares que percibían las mujeres. El ingreso por habitante era de 15.973 dólares y alrededor de un 10.80% de la población estaba bajo el umbral de pobreza nacional.

## Ciudades y pueblos
- Cozad
- Gothenburg
- Lexington
- Eddyville
- Farnam
- Overton
- Sumner